# Geschichte des Kabaretts in Österreich
Die Geschichte des Kabaretts in Österreich reicht zurück bis in die letzten Jahrzehnte der Habsburgermonarchie. Als eine von der breiteren Öffentlichkeit angenommene Kunstform etablierte sich das Kabarett jedoch erst ab Eröffnung des „Bierkabaretts Simplicissimus“ (heute „Simpl“) im Jahre 1912. Bis dahin dominierten Volks- und Coupletsänger das Unterhaltungsgeschehen in Wien.
Bis 1938 gedieh diese literarisch-dramatische Kunstform beim vorwiegend jüdischen bürgerlich-liberalen Publikum und brachte Stars wie Hermann Leopoldi (1888–1959), Fritz Grünbaum (1880–1941) oder Armin Berg (1883–1956) hervor. Die wenigen Verbindungen, die in diese Zeit zurückreichten, hielten in den ersten Jahrzehnten der zweiten Republik die beiden jüdischen Heimkehrer Karl Farkas (1893–1971) und Gerhard Bronner (1922–2007) aufrecht, bevor in den 1970er Jahren aus dem Studentenprotest und der alternativen Szene heraus ein völliger Neubeginn gesetzt werden konnte. Eine sehr einflussreiche Persönlichkeit des Kabaretts in Österreich nach 1945 war Helmut Qualtinger (1928–1986), dessen künstlerische Ausstrahlung bis heute wirksam ist.

## Vorgänger und Wurzeln des Kabaretts

### Humor und Satire vor dem 19. Jahrhundert
Die Wurzeln des Kabaretts lassen sich über Jahrhunderte bis zu Stegreifdichtern und -sängern wie den Lieben Augustin im 17. Jahrhundert und davor zurückverfolgen. Dort, sowie in den Straßen- und Puppentheatern des Spätbarock und des Biedermeier, wo Kasperl, Leopoldl, Staberl, Bernardon, Thaddädl, Jackerl ihre Späße trieben, findet das Kabarett mit seinen Witzen und Liedern, mit seiner Ironie, Satire, Spott auf die Obrigkeiten und das Zeitgeschehen seine Vorfahren.
Nach immer stärkerer Zensur unter Maria Theresia und später unter Fürst Metternich, die außer Theatern und Oper kaum noch darstellende Kunst gelten ließen, wurde diese Form von humorvoller Zeit- und Politikkritik vorläufig in den Untergrund gedrängt bzw. verdrängt. In den Wiener Kaffeehäusern, wo die Literatenszene sich versammelte, aber auch im Volkssängertum und bei Coupletsängern, fand kritischer Humor in anderer Form sein Weiterbestehen, bis sich mit der Entstehung des Kabaretts wieder eine eigene, geeignetere Bühne als Vermittler zwischen Darstellern und Publikum anbot.

### Entstehung des Kabaretts Ende des 19. Jahrhunderts

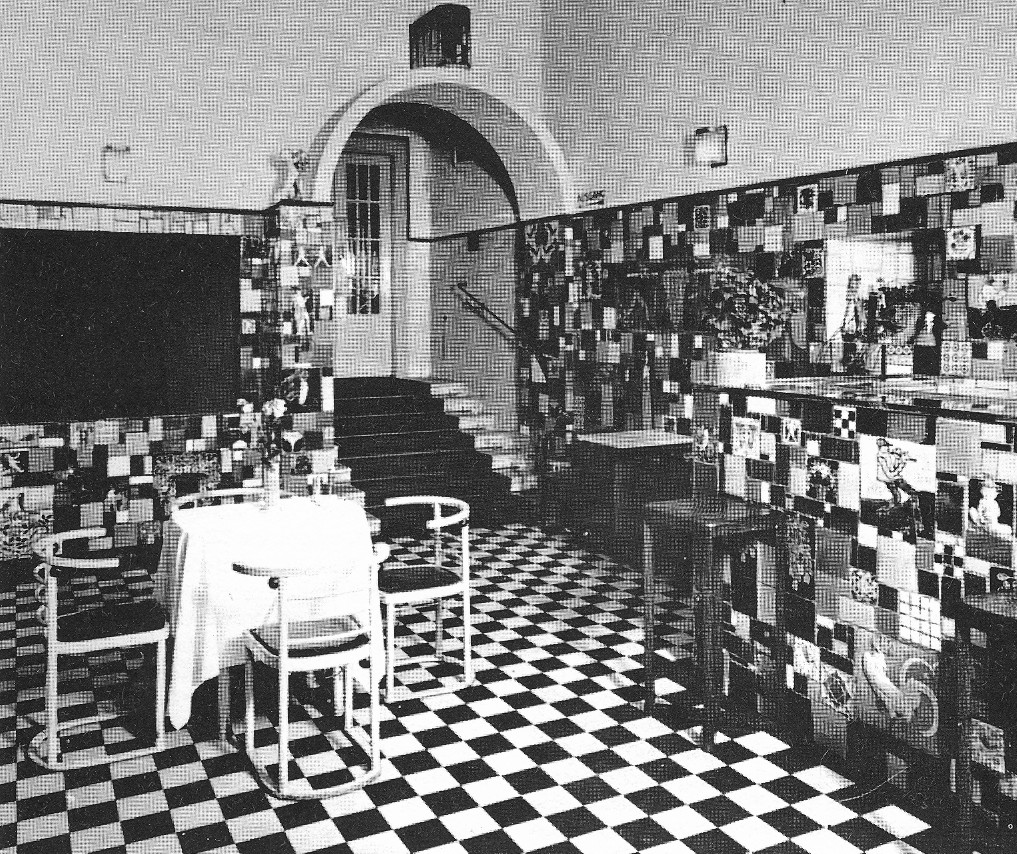
Cabaret Fledermaus

Die Anfänge des österreichischen Kabaretts sind in der Zeit um die Theaterkrise von 1873 angesiedelt. Als Folge des Börsenkrachs desselben Jahres brach die damals etablierte Theaterszene ein. Da das Volk dennoch nach Unterhaltung suchte, entstanden viele neue Unterhaltungseinrichtungen wie das als Mischung aus Zirkus und Theater funktionierende Varieté, das als Tanzcafé funktionierende Chantant sowie die für Gesangs-, Schauspiel- und Komikauftritte dienende Singspielhalle. In ihr kamen erstmals Alleinunterhalter als Pausenprogramm zum Einsatz, bis sie eigene Programmpunkte bekamen.
Die Komikerszene in Wien erlebte auch einen regen Austausch mit dem damals noch zu einem großen Teil, etwa 40 %, deutschsprachigen Budapest. Diese brachten vor allem die jüdische Jargonkomik nach Wien. 1889 reiste der Wiener Singspielhallenkonzessionär Bernhard Lautzky eigens nach Budapest, um dort ein Ensemble aus Sängern, Schauspielern und Komikern für Auftritte in Wien zusammenzustellen. Die Auftritte erfolgten unter dem Namen Budapester Orpheum. Dieses siedelte sich 1892 in Leopoldstadt an. Unter den ersten Ensemblemitgliedern fanden sich die Komiker Max Rott und Benjamin Blaß, die als Gebrüder Rott auftraten und auch als Duett große Popularität in Wien erlangten. Später begannen unter anderem die Komiker und Kabarettisten im heutigen Sinn Armin Berg, Fritz Grünbaum, Karl Farkas, Hans Moser, Georg Kreisler sowie Heinrich Eisenbach, der das Budapester Orpheum lange Zeit leitete, von dieser Bühne für die Unterhaltungsbranche entdeckt.
Auch die weitere Entwicklung des Kabaretts in Österreich ist während der Ersten Republik untrennbar mit der zahlreichen jüdischen Bevölkerung in Wien vor dem Holocaust verbunden. Viele Kabarettlokale befanden sich im jüdischen Stadtteil Wiens, Leopoldstadt.

## Kabarett bis 1938

### Erste Kabarettlokale

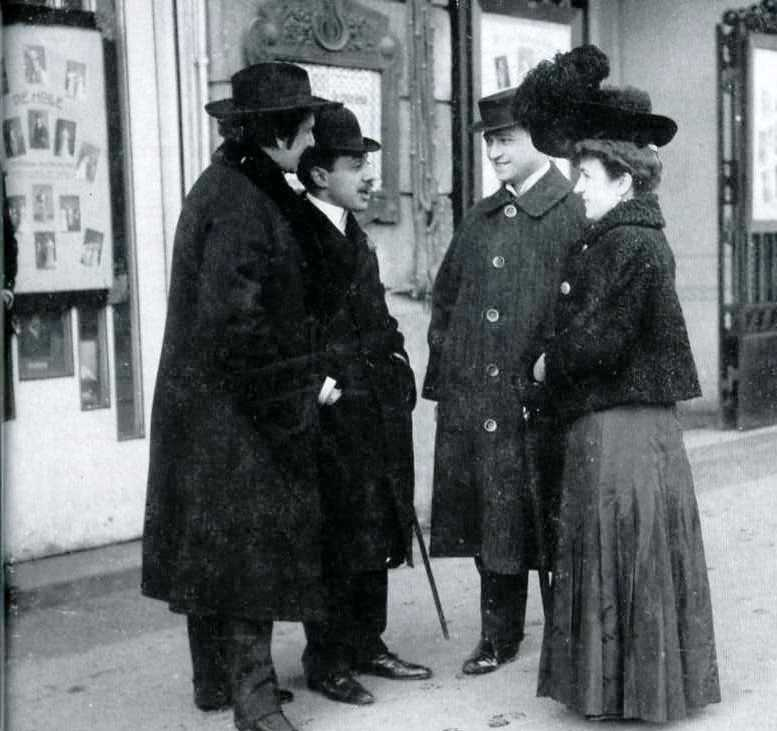
Fritz Grünbaum vor der Hölle, Wienzeile, 1908

Nachdem 1881 Rodolphe Salis in Paris das Le Chat Noir als cabaret artistique eröffnete, dauerte es bis etwa 1900, als auch in Deutschland die Gründung einer Bühne nach diesem Vorbild erfolgte. 1901 eröffnete Felix Salten nach Berliner Vorbild das „Jung-Wiener Theater zum lieben Augustin“ als erstes Kabarett in Österreich im Theater an der Wien. Nach sieben Vorstellungen musste es jedoch wieder schließen und es dauerte bis 1906, als neue Kabaretts eröffnet wurden. So eröffnete, abermals im Souterrain des Theaters an der Wien, das Kabarett Hölle. Dessen Star war die Ungarin Mella Mars, die von ihrem Mann Béla Laszky am Klavier begleitet wurde. Bald feierte hier Fritz Grünbaum seinen Durchbruch als philosophierender Conférencier.
Im selben Jahr eröffnete der Münchner Marc Henry sowie Marya Delvard und Hannes Ruch in der Ballgasse das Kabarett Nachtlicht mit der Stardiseuse Marya Delvard und anfänglicher Beratung durch Karl Kraus. Künstler wie Roda Roda, Egon Friedell, Carl Leopold Hollitzer oder Gertrude Barrison traten dort auf. Es schloss noch 1906 und an seiner Stelle wurde 1907 das Cabaret Fledermaus neu eröffnet. Henry war auch diesmal an der künstlerischen Leitung beteiligt und Hollitzer, Barrison und Delvard traten dort abermals häufig auf. Auch Alfred Polgar absolvierte dort Auftritte. Nach dem Ausstieg Henrys wurde das Kabarett 1913 zum Revuetheater Femina umgestaltet.
Wiener Kabarettisten wie Fritz Grünbaum und Paul Morgan waren bereits vor bzw. während des Ersten Weltkrieges durch längere Gastspiele etwa in Berlin auch in Deutschland bekannt.

### Das „Simpl“

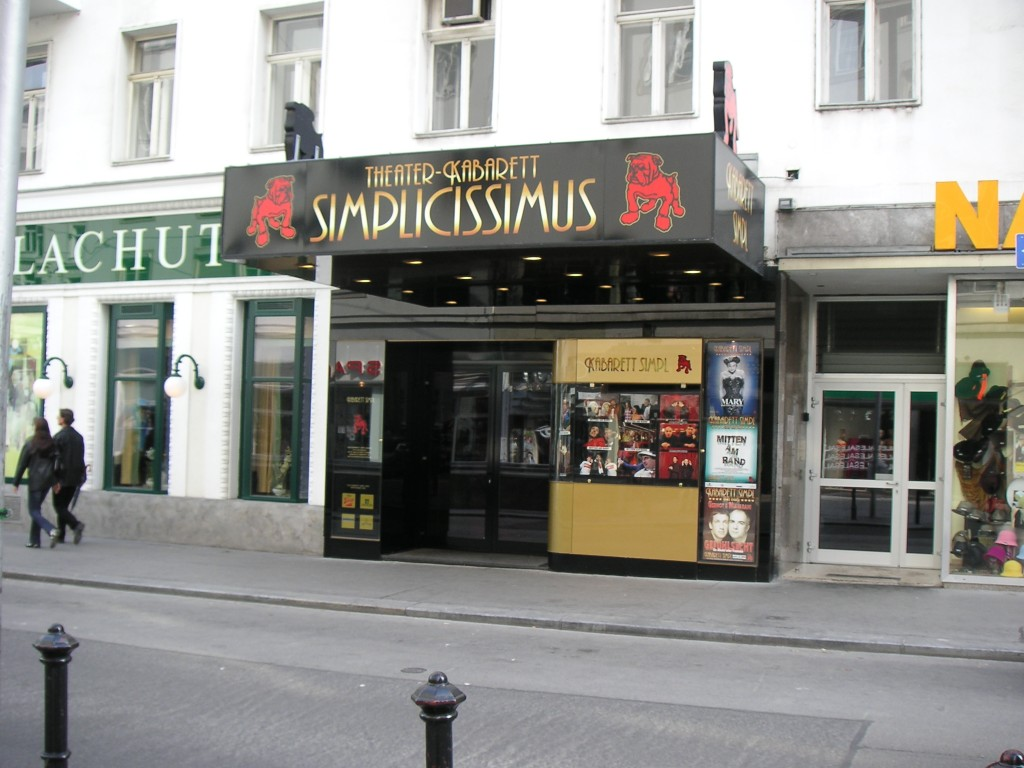
Das Simpl in der Inneren Stadt

1912 gründete sich analog zu ähnlichen Lokalen in München oder Berlin in der Wollzeile in Wien das Theaterkabarett Simpl. Hier entwickelte Fritz Grünbaum gemeinsam mit seinem jüngeren Kollegen Karl Farkas in den 1920er Jahren die aus Budapest stammende Form der Doppelconférence weiter. Die Themen des Kabaretts waren zunächst weitestgehend unpolitisch. Diese Entwicklung sollte sich in den ersten Jahrzehnten der Zweiten Republik wiederholen. Das Wiener Kabarett der Zwischenkriegszeit stand in engen Wechselverhältnis mit der Kabarettszene in Berlin. Ein Beispiel: der jüdische Kabarettist und Chansonier Armin Berg übernahm das von Otto Reutter geschriebene Lied Der gewissenhafte Maurer und „wienerte“ es ein, passte es also dem Lokalkolorit an. Nach dem Krieg wanderte es zu Heinz Conrads, der es mittels Hörfunk in ganz Österreich derartig popularisierte, so dass seither in Österreich von vielen fälschlicherweise ihm die Urheberschaft zugesprochen wird. Die bekanntesten Kabarettspielstätten der Zwischenkriegszeit in Wien waren das Simpl in der Wollzeile und die Hölle die im Keller unter dem Theater an der Wien angesiedelt war. Dort trat auch Egon Friedell auf und feierte mit seinem Einakter Goethe (Der Dichterfürst muss sich einer strengen schulmeisterlichen Prüfung über sein Leben unterziehen und fällt mit Pauken und Granaten durch) Triumphe. Die Inhalte des Kabaretts bestanden weitgehend aus Revueeinlagen. Sie orientierten sich an der Tradition der Operette, aber auch am aufkommenden Tonfilm, der in seiner Anfangszeit gerne musikalische Darbietungen aufnahm. Abseits dieser etablierten Lokale entstand ein literarisch geprägtes Kabarett. Protagonisten dieser Richtung waren Peter Hammerschlag und Jura Soyfer. Hammerschlag griff auf den Fundus des Wienerliedes zurück und Jura Soyfer gab sich betont politisch.

## Kabarett nach 1945

### Wiederaufbau nach 1945

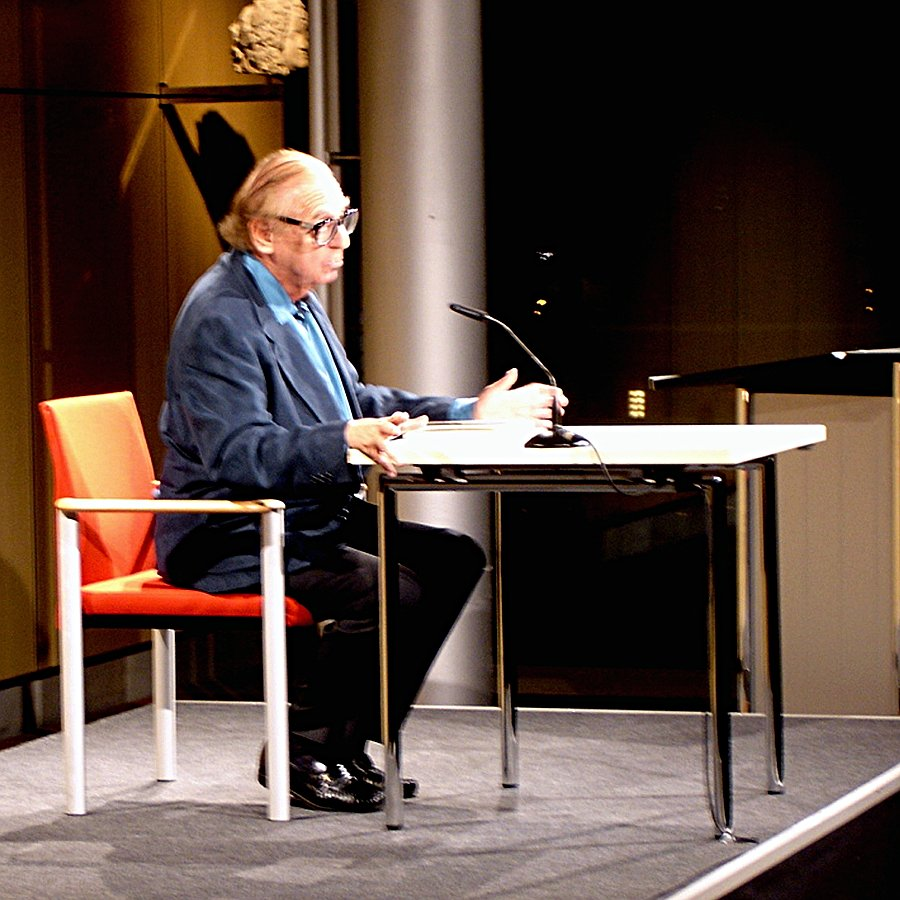
Georg Kreisler bei einer Lesung in der Akademie der Künste (Berlin)

Nach dem Zweiten Weltkrieg wurde die Wiener Kabarettszene teilweise von jüdischen Heimkehrern neu begründet. Karl Farkas, dem die Flucht in die USA gelungen war, wurde künstlerischer Leiter des wiedereröffneten Simpl. Der 1938 über die Tschechoslowakei nach Palästina geflüchtete Gerhard Bronner gründete zusammen mit Helmut Qualtinger und dem schon in der Zwischenkriegszeit aktiven Carl Merz die in den 1950er Jahren erfolgreiche Kabarettgruppe Namenloses Ensemble. Spielstätte war zuerst die Marietta-Bar, dann das Intime Theater und schließlich, ab 1959, das von Bronner neu eröffnete Neue Theater am Kärntnertor. Später stieß auch der aus New York kommende Georg Kreisler zu dieser Truppe. Mit Programmen wie Glasl vorm Aug und Brettl vorm Kopf wurde die Wiederaufbauzeit nach dem Krieg karikiert. Themen waren weniger die Politik, sondern mehr der Nachkriegsalltag. In diesen Programmen kam zwischen Qualtinger und Bronner die Doppelconférence zum Einsatz. Figuren wie der von Qualtinger verkörperte Travnicek oder der Halbwilde spiegelten nicht nur die beginnende Massenmotorisierung, sondern auch den ersten gesellschaftlichen Umbruch nach dem Krieg wider. Dieses Ensemble löste sich 1960 mit dem Ausstieg des zentralen Protagonisten, Helmut Qualtinger wieder auf.
In den 1960er Jahren, als das Fernsehen auch in Österreich zum Massenmedium aufstieg, hatte das immer noch von Karl Farkas geleitete Simpl seine beste Zeit. Programme wie die Bilanz der Saison mit eher milder politischer Kritik und die Doppelconférencen zwischen Karl Farkas und Ernst Waldbrunn erreichten fast jeden Haushalt. Im Silvesterprogramm strahlte der ORF beliebte Simpl-Revuen aus. Von Helmut Qualtinger kam der in den 1960er Jahren hervorragende Beitrag zum österreichischen Kabarett: das gemeinsam mit Carl Merz verfasste und 1961 im damals unter Einfluss der SPÖ stehenden Fernsehen ausgestrahlte Ein-Mann-Stück Der Herr Karl.

### Neuanfang in den 1970er Jahren
Anfang der 1970er Jahre schien das österreichische Kabarett eine „versteinerte“ Abart des bürgerlichen Theaters zu sein, die kaum noch mit der sich rasant gesellschaftlich, kulturell und technologisch verändernden Welt Schritt halten konnte. Das Ableben von Karl Farkas (1971), die Übernahme der Traditionsbühne Simpl durch Martin Flossmann (1974), die Hinwendung des in den ersten Nachkriegsjahrzehnten populären Kabarettisten Maxi Böhm zum Theater und das erste Soloprogramm von Lukas Resetarits (1977) können als Wegmarken des Übergangs gelten. Georg Kreisler, damals immerhin schon 46 Jahre alt, hatte bereits in dem für Wien und Österreich ansonsten eher unbedeutenden „Revolutionsjahr“ 1968 eine satirisch-kabarettistische Fernsehsendung namens Eine heiße Viertelstunde im ORF lancieren können, die Sympathien mit „Langhaarigen“ und „Gammlern“ hegte und zur Kritik an Autoritäten aufrief. Als 1968 der damalige Wiener Bürgermeister Bruno Marek studentische Protestierer am Rande des traditionellen Maiaufmarschs der Sozialdemokraten vom Rathausplatz durch die Polizei entfernen ließ, schrieb Kreisler für seine Sendung etwa das satirische Lied Schützen wir die Polizei.
Neue Formen entstanden im Zusammenhang mit der beginnenden studentischen Alternativ- und Beislkultur. Die Bruchstelle hierfür war die Arenabesetzung 1976, die weniger ein „verspätetes 1968“ als mehr ein „Wiener Summer of Love“ war, wie der Musikjournalist Heinrich Deisl in seinem Buch Im Puls der Nacht analysiert. Erwin Steinhauer und Lukas Resetarits waren Protagonisten dieser Bewegung, die sich wiederum durch das Massenmedium Fernsehen einem breiteren Publikum bekannt machten. Im gleichen Umfeld begann die Wiederentdeckung des Wienerliedes, dem Künstler wie Roland Neuwirth & Extremschrammeln, Kurt Sowinetz oder André Heller durchaus rebellisches und revolutionäres Potential entlocken konnten. Die Fernsehsendung Ohne Maulkorb berichtete 1980 als erste über das „neue Kabarett“ und brachte die ersten Programme von Lukas Resetarits. Eine Außenseiterposition in diesem links-alternativ geprägten Umfeld nahm der stets korrekt im dunklen Bühnenanzug auftretende Werner Schneyder ein. Er vertrat das klassische politische Kabarett, wie es in Deutschland in der Münchner Lach- und Schießgesellschaft und der ARD-Sendung Scheibenwischer bis heute gepflegt wird. Als Schneyder 1974 begann, zusammen mit Dieter Hildebrandt aufzutreten, galt das, was die beiden unter „politischem Kabarett“ verstanden, in der damaligen aufgeheizten Stimmung der extremen Linken vor dem Hintergrund der zweiten Generation der RAF und den Stammheimprozessen als „scheißliberal“.
Auch der seit 1977 als Kabarettist – teilweise mit eigenen satirischen Fernsehsendungen wie Zeit am Spieß – tätige Hans Peter Heinzl trat für seine Generation eher zeituntypisch am Klavier mit eigenen politischen Chansons auf.

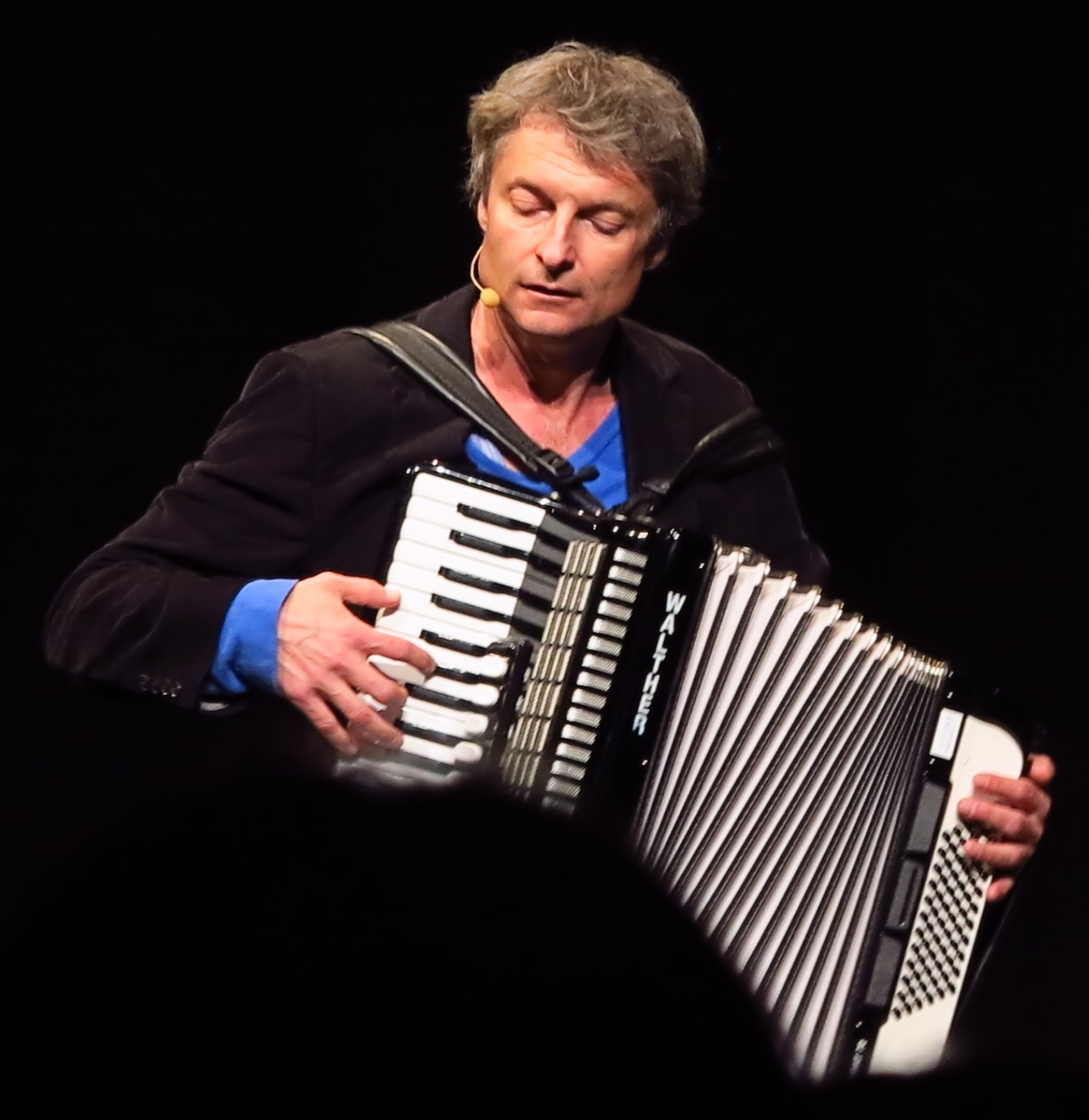
Alfred Dorfer

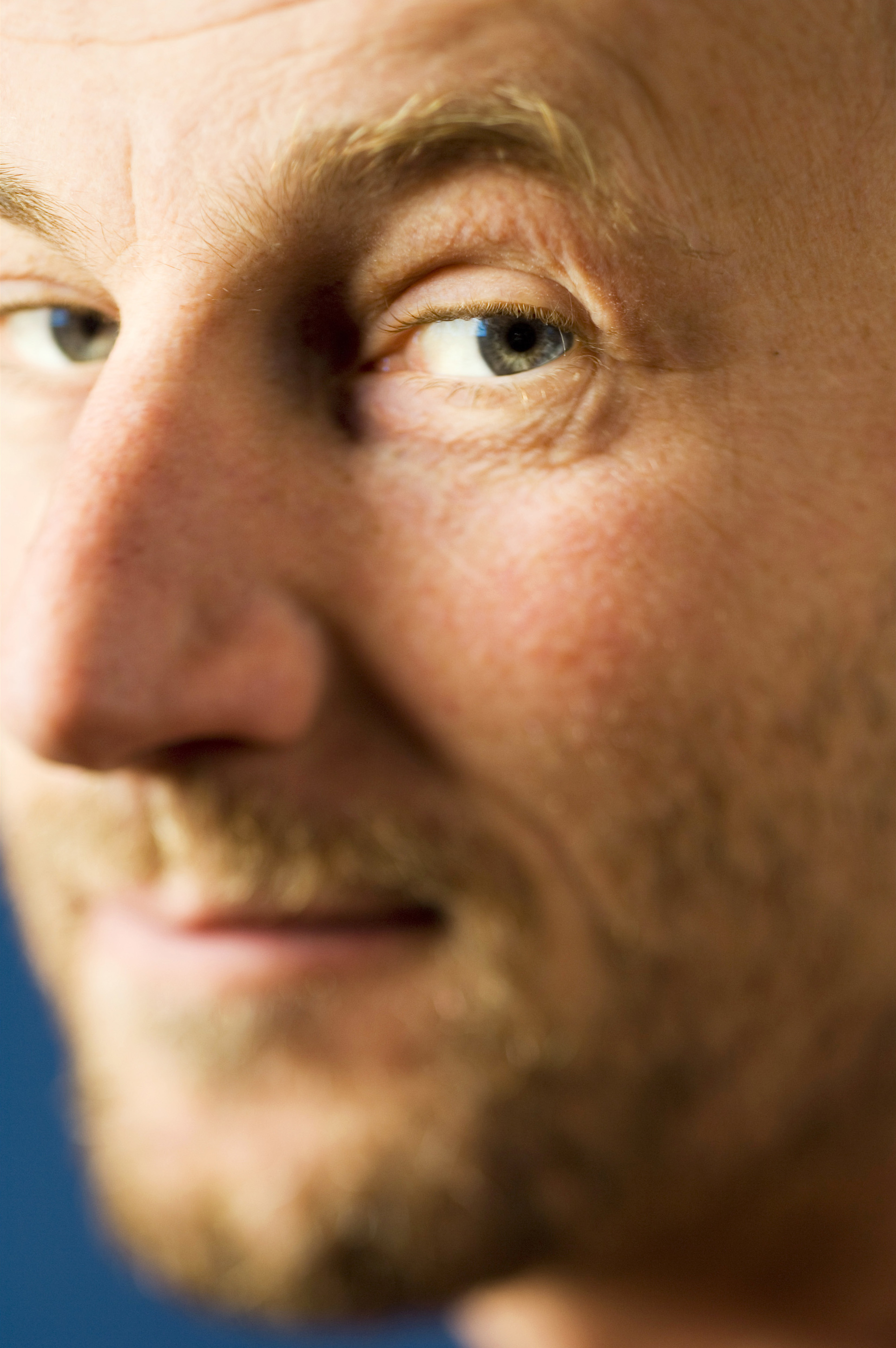
Roland Düringer

Massentauglich wurde das „neue Kabarett“ allerdings erst in den späteren 1980er Jahren, als eine entsprechende Infrastruktur an Lokalen in Wien und allen Landeshauptstädten und Vertriebsmöglichkeiten geschaffen wurde. In Wien waren das die Kabaretts Vindobona, Orpheum, Spektakel, Kabarett Niedermair und Kulisse. In Innsbruck wurde das 1983 aus der alternativen Szene entstandene Treibhaus zur wichtigsten Kabarettbühne. In dieser Zeit begann der Aufstieg von I Stangl, Josef Hader, Andreas Vitasek oder Gruppen wie Schlabarett, aus der die Solokarrieren von Alfred Dorfer und Roland Düringer hervorgingen. Daneben begann der Hörfunk in regelmäßiger Form über die Kabarettszene zu berichten. Ö1 überträgt seit Oktober 1993 ausgewählte Kabarettvorstellungen in der Sendung Kabarett Direkt ein bis zweimal im Monat. Gruppen wie Die Hektiker oder der auf Imitationen und Kunstfiguren spezialisierte Alexander Bisenz bedienten das breite, weniger an „kritischen“ Themen interessierte Publikum. Als diese Protagonisten ihre beste Zeit hatten, viele Tonträger absetzten und in der populären ORF-Sendung Die großen 10 auftraten, etwa an der Wende von den 1980er zu den 1990er Jahren, verkam das Wort „Kabarettist“ in gewissen Kreisen fast zu einem Schimpfwort. 1989 entwickelte sich aus einer „satirischen Nische“ innerhalb der Ö3-Jugendsendung ZickZack die bis 2014 auf FM4 ausgestrahlte Sendung Salon Helga. Die beiden Macher, Christoph Grissemann und Dirk Stermann, bezeichneten sich selbst lieber als „Moderatoren“. 1993 wurde die Leitung des Simpl dem damals erst 25-jährigen Michael Niavarani übergeben, der es seither leitet. 1993 kann als ein „Epocheneinschnitt“ in der Geschichte des Kabaretts in Österreich gelten: in diesem Jahr kam der auf dem gleichnamigen Theaterstück von Josef Hader und Alfred Dorfer basierende Film Indien in die österreichischen Kinos. Die beiden Autoren waren in den Hauptrollen zu sehen. Ein österreichisches Unikum war damit geboren: der sogenannte „Kabarettfilm“. Der Erfolg von Indien wurde erst durch Hinterholz 8 von und mit Roland Düringer in den späteren 1990er Jahren übertroffen.

### Gegenwart – das Kabarett seit 1990

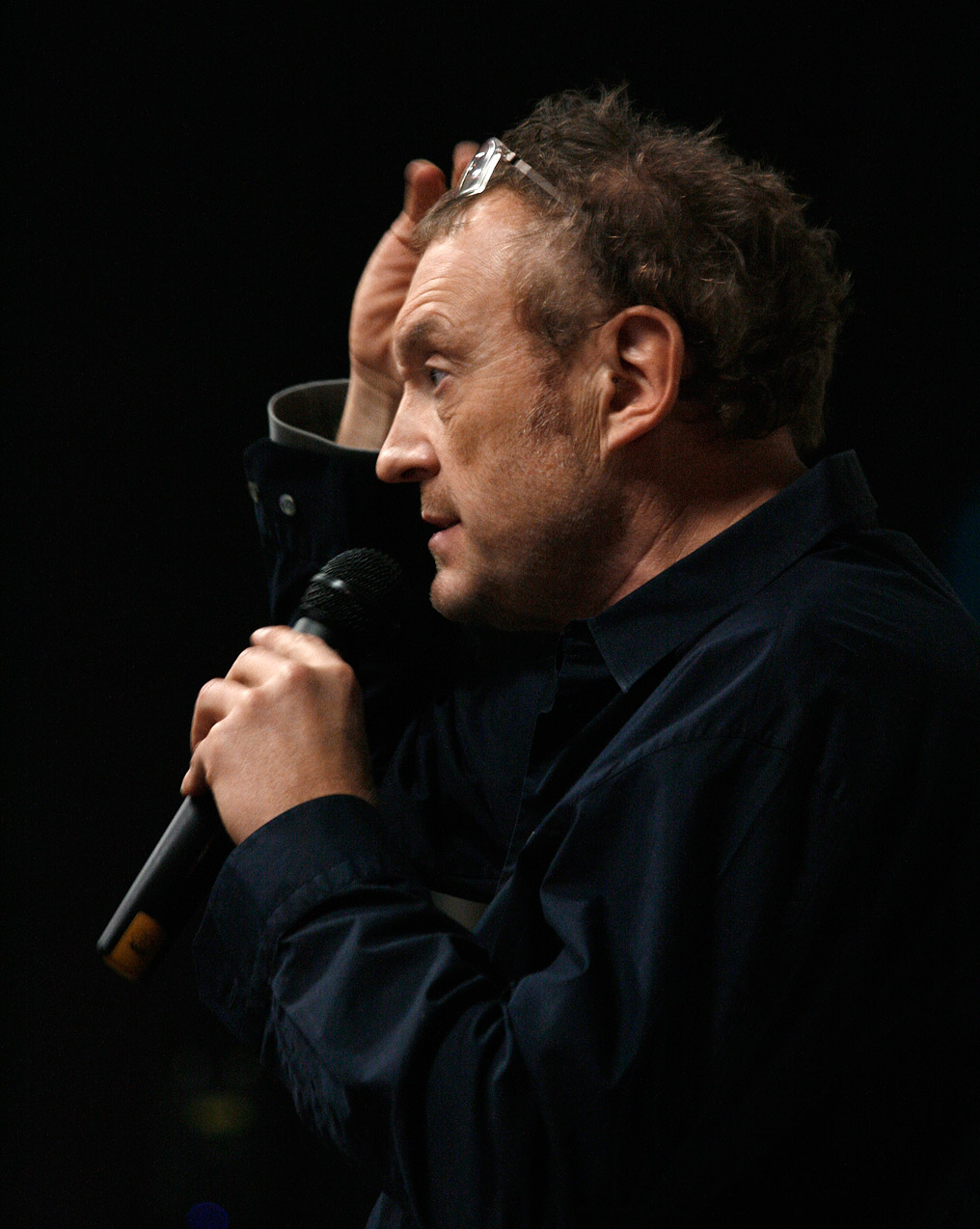
Josef Hader

Mit dem Jahr 1993 kann man also die „Jetztzeit“ des österreichischen Kabaretts beginnen lassen. Die bereits in den 1980er Jahren eingesetzte Diversifizierung der österreichischen Kabarettlandschaft setzte sich auch in den 1990er Jahren und im ersten Jahrzehnt nach der Jahrtausendwende fort. Roland Düringer gelang es, die Wiener Stadthalle, wo sonst internationale Showgrößen auftreten, zu füllen. Josef Hader spielte sein 1994 uraufgeführtes von der Kritik hochgelobtes Programm Privat auf jahrelangen Tourneen durch den gesamten deutschsprachigen Raum mit kaum sinkendem Publikumsinteresse. Sein aktuelles Programm Hader muss weg erreichte zehn Jahre nach dem Start von Privat ähnlich gute Publikums- und Kritikresonanzen. Die Nische des absurd- literarischen, etwas schrulligen Kabaretts besetzte ab Mitte der 1990er Jahre Karl Ferdinand Kratzl, der einem breiten Publikum durch Nebenrollen in Filmen wie Hinterholz 8, vor allem aber durch die Verkörperung der Rolle des Herrn Claus in der Sitcom MA 2412 bekannt wurde. Beachtenswert ist auch der Erfolg von Bernhard Ludwig mit seinem „Seminarkabarett“ Anleitung zur sexuellen Unzufriedenheit oder die Karriere des mit seiner absurden Komik bekannt gewordenen Alf Poier, die zu einer Songcontestteilnahme führte.
Die „Wende“, also die Übernahme der Regierung durch die blau-schwarze Koalition unter Bundeskanzler Wolfgang Schüssel im Februar 2000, zog zunächst eine vorübergehende Politisierung der Kabarettprogramme nach sich. Diese anfängliche Politisierung verschob sich auf das von der konservativen ORF-Führung unter Monika Lindner wohl bewusst als „Ventil“ geschaffene Fernsehkabarett Dorfers Donnerstalk. Nach der Rückkehr der Großen Koalition 2007 und vor allem mit dem Bekanntwerden der Affären um die BUWOG-Affäre und die Telekom 2009 bzw. 2011 wurden die österreichischen Kabarettprogramme erneut deutlich politischer.
Die Welle der sogenannten „Kabarett-Filme“ der 1990er Jahre, die österreichische Kinorekorde wie Muttertag (1993), Hinterholz 8 (1998) und Poppitz (2002) mit sich brachte, endete Anfang der 2000er Jahre. Das erste Jahrzehnt des 21. Jahrhunderts war durch eine spürbare Veränderung der österreichischen Kabarettlandschaft geprägt. Immer nie am Meer wurde, obwohl er in den Hauptrollen zu zwei Drittel mit fixen Größen der österreichischen Kabarettszene besetzt war, nicht als „Kabarettfilm“ gesehen, ähnliches gilt für die Brenner-Reihe mit Josef Hader. Phänomene wie maschek., das Wissenschaftskabarett Science Busters, die Satirewebsite Die Tagespresse mit der Tagespresse Show und der Fernsehsendung Tagespresse aktuell oder Produktionen wie Sendung ohne Namen lassen sich nicht mehr mit Formen von traditionellen Kabarettprogrammen, wie sie in Österreich seit den 1970er Jahren üblich waren, vergleichen. Das ebenfalls fürs Fernsehen hergestellte Kabarett Die 4 da verpackt detaillierte Politik- und Gesellschaftskritik in Form von 25-minütigen Sketche voller Anspielungen.
Im September 2002 wurde die donnerstägliche alternative Kultursendung kunst-stücke, in deren Rahmen neben Experimentalfilmen, Kulturberichterstattung und Diskussionen mit Künstlern unter anderem auch eigene Kabarettsendungen wie Suite 16 oder später Kulturkiste, jeweils mit Stermann & Grissemann, oder Diskussiaunsrunden von Projekt X ausgestrahlt wurden, im Zuge der Programmreform trotz großer Proteste abgesetzt. Einen Monat später wurde sie durch das neue Konzept Donnerstag Nacht ersetzt, dessen Inhalt nun reine Comedy und Unterhaltung war. Das Programm bestand anfangs zu einem Teil aus alten ORF-Unterhaltungssendungen wie MA 2412. In der Folge wurden verschiedene neue Formate getestet, wie etwa die Sendung ohne Namen, deren unkonventionelle, temporeiche Verknüpfung von Bild, Text und Sprache ein sowohl geistig anregendes als auch unterhaltsames Programm bot. Von den zahlreichen getesteten Formaten blieb das ursprünglich als Talkshowsatire etablierte Dorfers Donnerstalk bis 2011 im Programm. Als noch erfolgreicher erwies sich Robert Palfraders Wir sind Kaiser. Im Rahmen des Sommerkabaretts werden seit 2000 zu dieser Sendezeit im Sommer auch Kabarettprogramme von österreichischen Kabarettisten ausgestrahlt. Von 2012 bis 2014 wurden vom ORF in sechs Staffeln die Hyundai Kabarett-Tage übertragen. Seit 2016 zeigt der ORF die Reihe Kabarett im Turm.
Seit 1989 findet jährlich das Kabarett- und Kleinkunstfestival Ybbsiade in Ybbs in Niederösterreich und seit 2011 das Wiener Kabarettfestival im Arkadenhof des Wiener Rathauses statt. Seit 1982 wird jährlich der Kleinkunstpreis Salzburger Stier, seit 1987 der Grazer Kleinkunstvogel, seit 1995 der Freistädter Frischling, seit 1996 der Goldene Kleinkunstnagel, seit 1999 der Österreichische Kabarettpreis (bis 2006 auch „Karl“ genannt) und seit 2008 die Ennser Kleinkunstkartoffel verliehen.